# 花園站 (韓國)
花園站（：／ Hwawon yeok */?）是大邱地鐵1號線沿線的一座地下車站，位於韓國大邱廣域市達城郡花園邑。

## 車站結構
站體為2面2線側式月台的地下車站，候車月台設有月台幕門，並有4處出口。
可通過候車室轉乘對向列車。

### 月台配置
| 舌化椧谷 ↑ |
| \| 上      |
| ↓ 大谷     |

| 月台 | 路線               | 目的地                   |
| ---- | ------------------ | ------------------------ |
| 上行 | ●大邱都市铁道1号线 | 舌化椧谷方向             |
| 下行 | ●大邱都市铁道1号线 | 半月堂、中央路、安心方向 |

## 歷史
- 2016年5月31日：決定站名為花園站[1]。
- 2016年9月8日：落成啟用。

## 車站周邊
- 花園邑行政福利中心
- 花園邑衛生所
- 大邱達城警察署花園分署
- 大邱銀行花園分行
- 花園新村銀行總行
- 花園郵局
- 花園綜合市場
- 達城郡選舉管理委員會

## 圖片

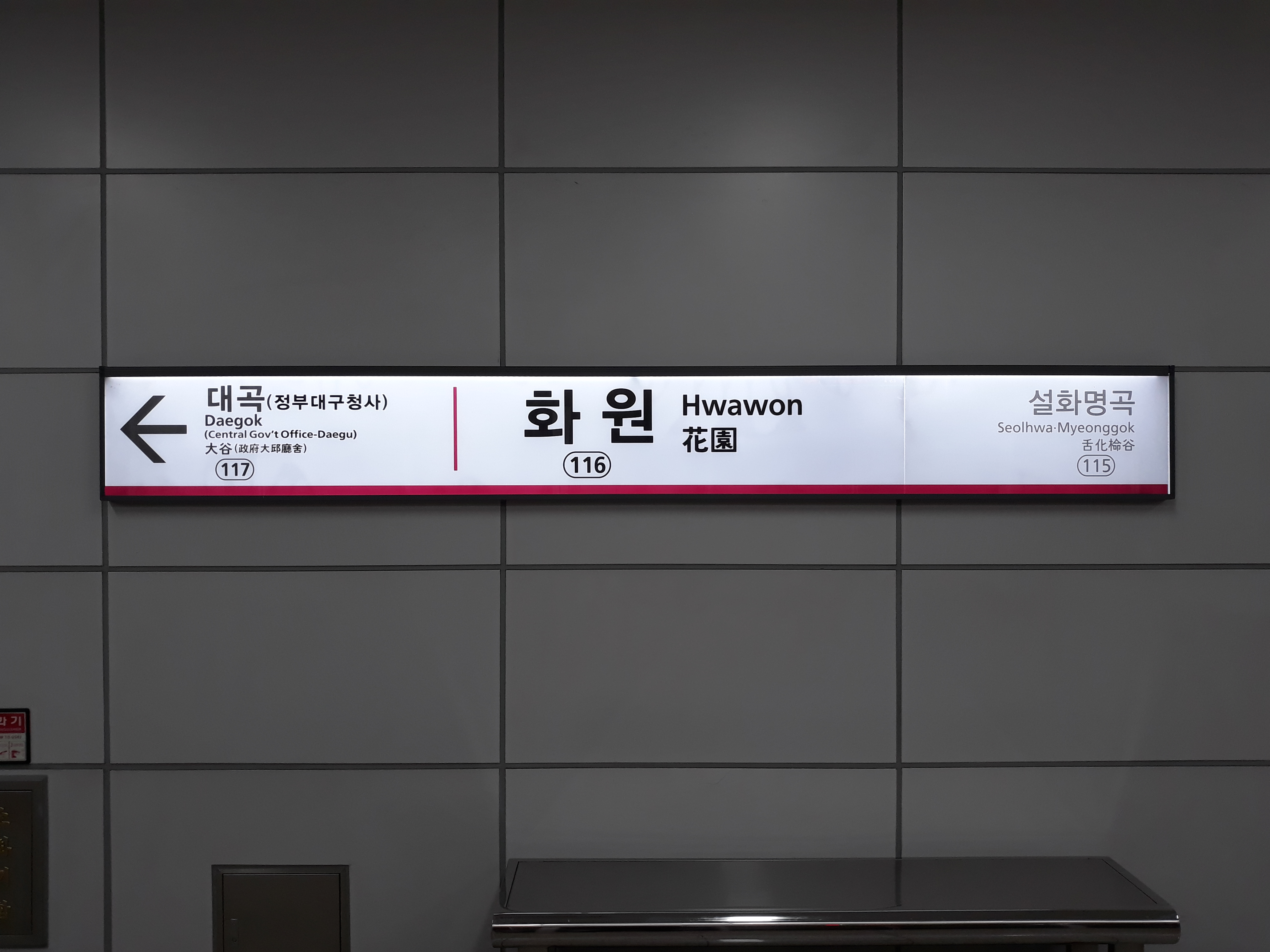
站名牌
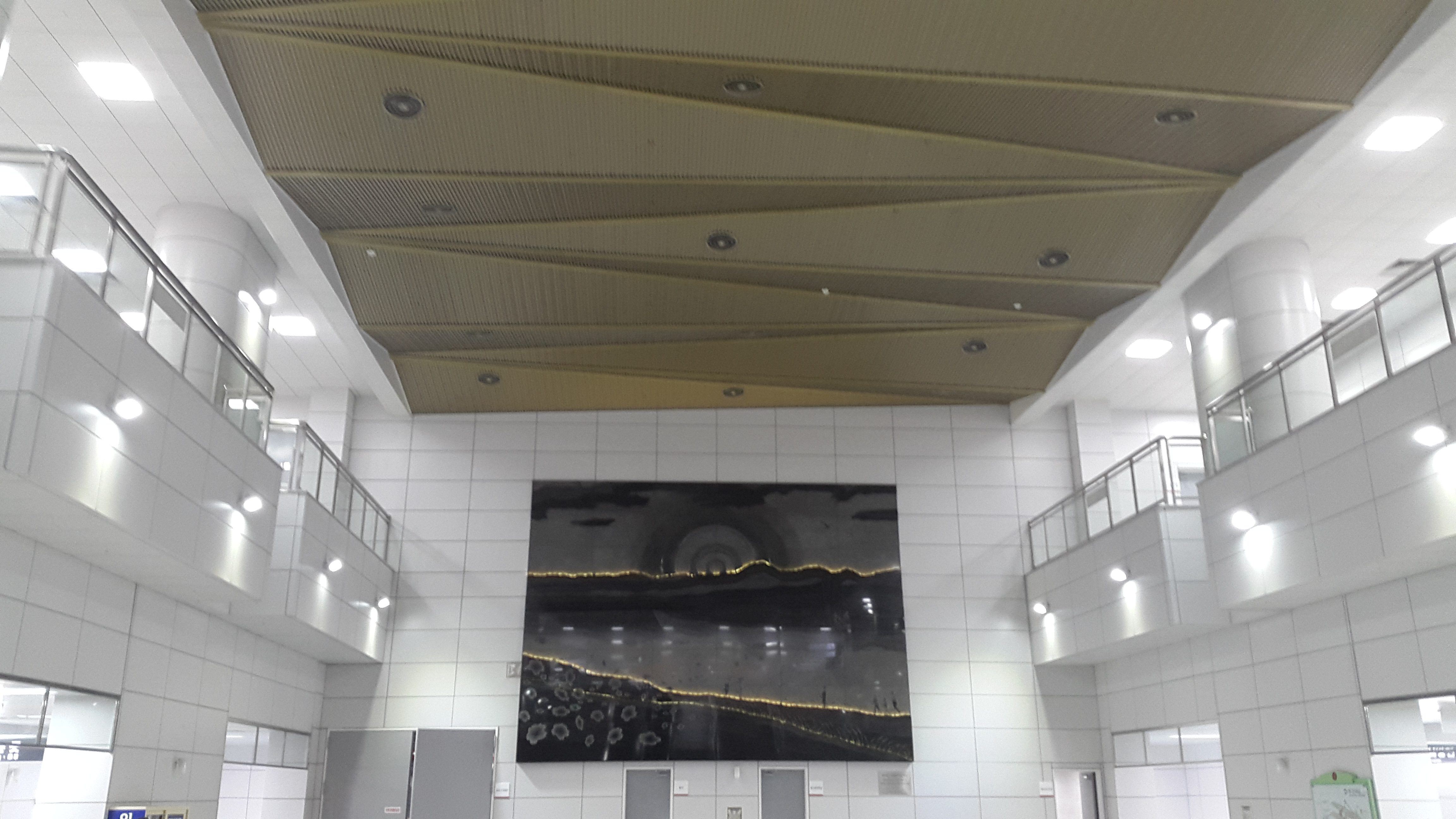
車站大廳的公共藝術
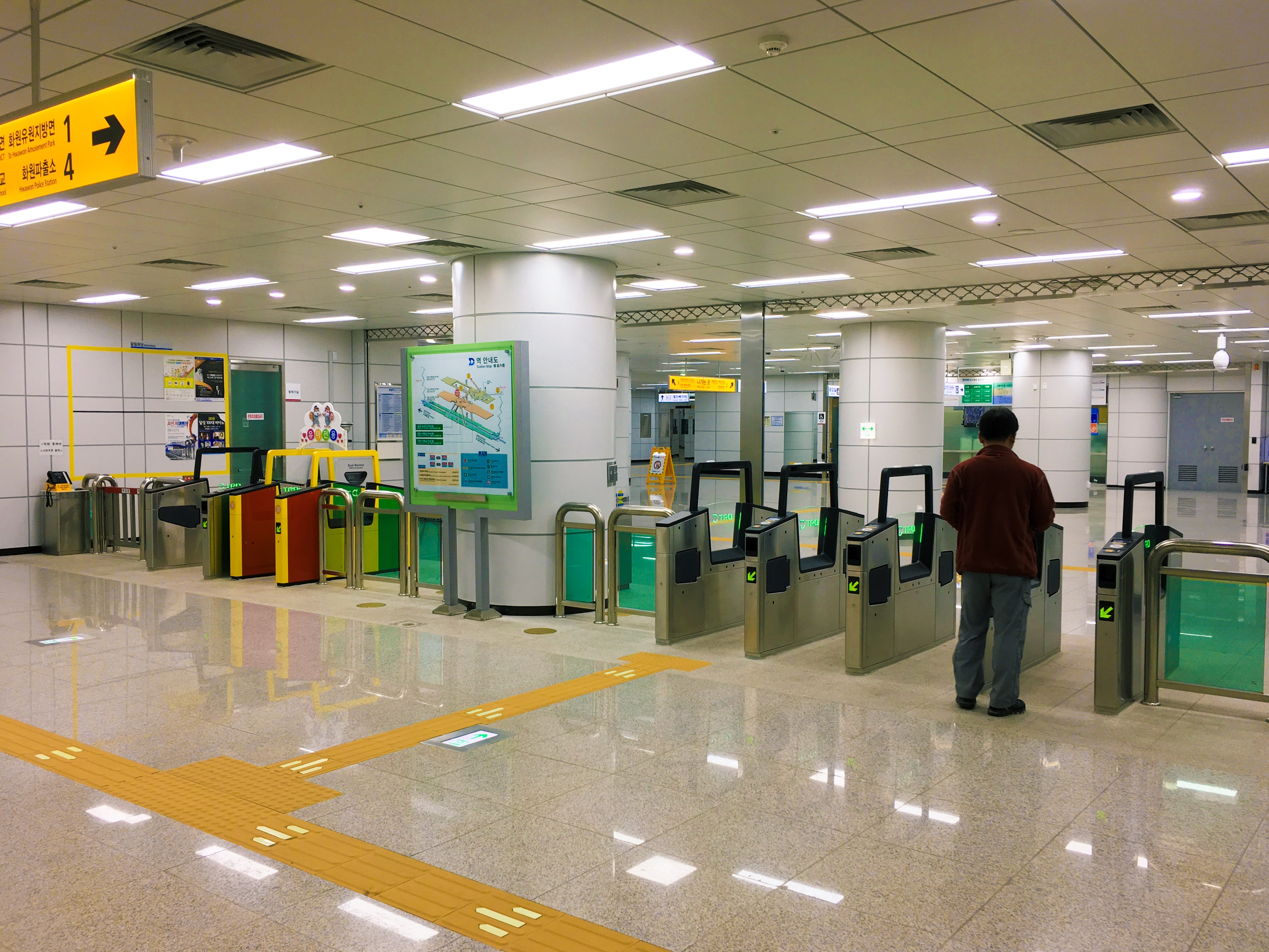
剪票閘口
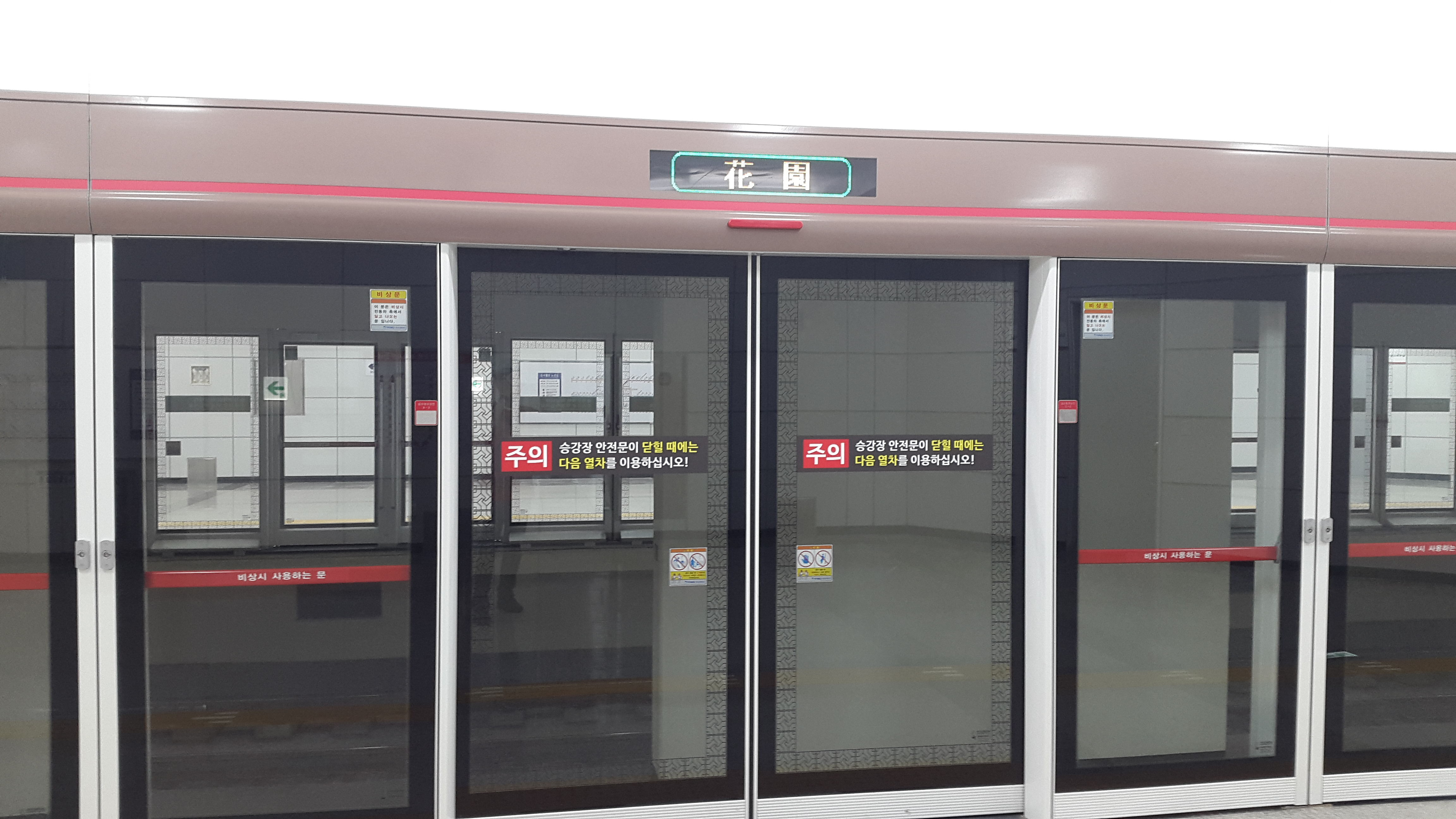
月台門與電子資訊顯示器
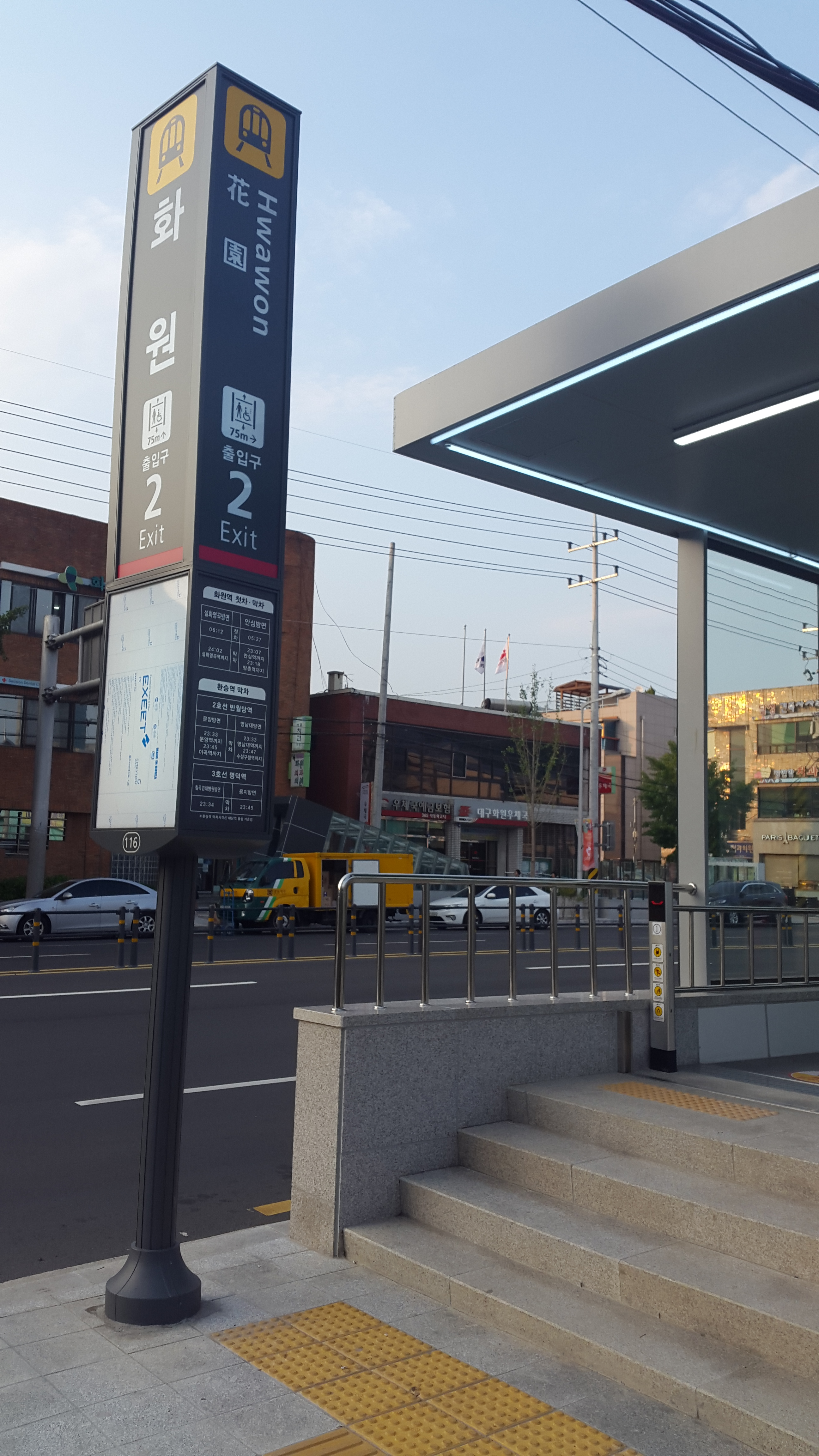
2號出口
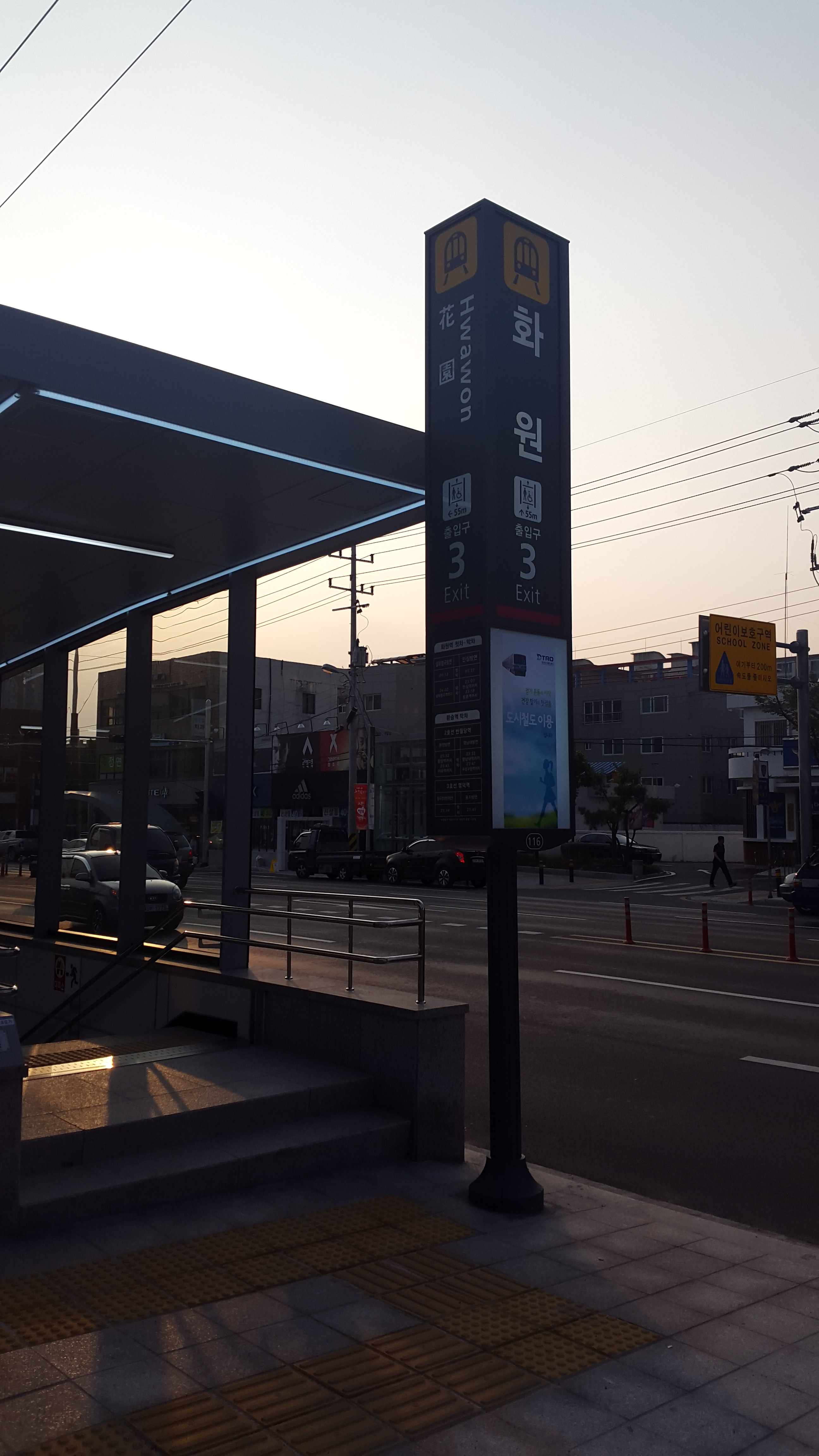
3號出口

## 相鄰車站
大邱都市鐵道公社
●大邱都市铁道1号线
舌化椧谷（115）－花園（116）－大谷（117）